# 日本蛇綿鳚
日本蛇綿鳚，為輻鰭魚綱鱸形目绵鳚亞目绵鳚科的其中一種，分布於西北太平洋區的日本海域，屬深海底棲性魚類，棲息深度在水深620至1120公尺，本魚背鰭軟條118枚；臀鰭軟條104枚；脊椎骨128個，體長可達18.5公分。

## 扩展阅读
維基物種上的相關：日本蛇綿鳚